# Antonio Maceo International Airport
Antonio Maceo International Airport är en flygplats i Kuba.   Den ligger i kommunen Municipio de Santiago de Cuba och provinsen Provincia de Santiago de Cuba, i den sydöstra delen av landet, 800 km sydost om huvudstaden Havanna. Antonio Maceo International Airport ligger 75 meter över havet.
Terrängen runt Antonio Maceo International Airport är platt. Havet är nära Antonio Maceo International Airport söderut.  Närmaste större samhälle är Santiago de Cuba, 6,3 km norr om Antonio Maceo International Airport. I omgivningarna runt Antonio Maceo International Airport växer huvudsakligen savannskog.